# 1059
Високе Середньовіччя  •  Золота доба ісламу  •  Реконкіста  •  Київська Русь

## Геополітична ситуація
Візантію очолив Костянтин X Дука. Малолітній Генріх IV є королем Німеччини, а Генріх I править у Франції.
Апеннінський півострів розділений між численними державами: північ належить Священній Римській імперії, середню частину займає Папська область, на південь від Римської області лежать невеликі незалежні герцогства, південна частина півострова належить частково Візантії, а частково окупована норманами. Південь Піренейського півострова займають численні емірати, що утворилися після розпаду Кордовського халіфату. Північну частину півострова займають християнські Кастилія, Леон (Астурія, Галісія), Наварра, Арагон та Барселона. Едвард Сповідник править Англією, Гаральд III Суворий є королем Норвегії, а Свейн II Данський — Данії.
У Київській Русі триває княжіння Ізяслава Ярославича. У Польщі княжить Болеслав II Сміливий. У Хорватії править Петар Крешимир IV. На чолі королівства Угорщина стоїть Андраш I.
Аббасидський халіфат очолює аль-Каїм, в Єгипті владу утримують Фатіміди, почалося піднесення Альморавідів, в Середній Азії правлять Караханіди, Хорасан окупували сельджуки, а Газневіди захопили частину Індії. У Китаї продовжується правління династії Сун. Значними державами Індії є Пала, Чола. В Японії триває період Хей'ан.

## Події
- Миколая II висвячено 155-им папою римським.
- Новий папа, заручившись рішенням Латеранського синоду, оголосив буллу In nomine Domini, згідно якої тільки колегія кардиналів може обирати понтифіка. Жоден священик не може отримати церкву з рук мирян. Булла призвела до невдоволення в Німеччині й до майбутньої схизми.
- Святий престол уклав угоду з норманами, які захопили землі на півдні Італії. За цією угодою нормани визнавали суверенітет папи на Італію, але отримали від нього інвеституру на свої володіння.
- Візантія дала відсіч нападу угорців та печенігів.
- Ісаак I Комнін зрікся престолу через стан здоров'я і передав титул візантійського імператора Костянтину X Дуці.
- Сельджукід Алп-Арслан став правителем Хорасану після смерті батька Чагрі-бека.
- Вторгнення сельджуків в Каппадокію та Сирію.
- Заснована посада Гонфалоньєр церкви.

## Народились
- Алімпій — іконописець, автора фресок і мозаїк Михайлівського та Успенського соборів у Києві.
- Михайло Кіруларій